# Tellek
Tellek är en sjö i Arvidsjaurs kommun i Lappland och ingår i Byskeälvens huvudavrinningsområde. Sjön har en area på 1,66 kvadratkilometer och ligger 442,1 meter över havet. Sjön avvattnas av vattendraget Nuortejaurbäcken.

## Delavrinningsområde
Tellek ingår i det delavrinningsområde (729441-165394) som SMHI kallar för Utloppet av Tellek. Medelhöjden är 482 meter över havet och ytan är 8,45 kvadratkilometer. Det finns inga avrinningsområden uppströms utan avrinningsområdet är högsta punkten. Nuortejaurbäcken som avvattnar avrinningsområdet har biflödesordning 2, vilket innebär att vattnet flödar genom totalt 2 vattendrag innan det når havet efter 166 kilometer. Avrinningsområdet består mestadels av skog (80 procent). Avrinningsområdet har 1,66 kvadratkilometer vattenytor vilket ger det en sjöprocent på 19,6 procent.